# Marlboro College
Marlboro College es una pequeña universidad en Marlboro, Vermont, Estados Unidos. 

## Personalidades

### Académicos destacados
- Jay Craven
- Wyn Cooper
- Jerry Levy
- David Mamet
- Peter Lefcourt

### Alumnado
- Hugh Mulligan
- Charles Tigard
- Sophie Cabot Black
- Robert MacArthur
- D. Y. Béchard
- David Rhodes
- Jock Sturges
- Lahly Poore
- Sean Cole
- Parnell Hall
- Ted Levine
- Missy Suicide
- Deborah Eisenberg
- Chris Noth